# 학습 공동체
학습공동체(Learning Community)란 학습을 주목적으로 하는 개인들이 자발적으로 구성한 집단으로서, 구성원들이 협력적으로 상호작용하면서 학습에 새로운 가치를 부여하고 이를 통해 학습활동을 전개해 가는 것이다. 결국, 학습공동체는 학습경험을 공유하는 사람들의 집단이라고 할 수 있다.

## 정의
학습 공동체는 학자들마다 규정을 약간씩 달리하는데 그 내용은 다음과 같다.
- 학습공동체는 유사한 흥미나 관심사를 갖고 있으며, 학습하려는 욕망, 아이디어와 의견을 공유하려는 의지를 지닌 학습자 집단[2]
- 공유된 학습 경험에 의해 결합된 사람들의 집단[3]
- 학습자들이 공동의 탐구활동에 참여하고, 학습자 개개인의 지식을 향상시키고, 그 지식의 적용을 증진시키는 사람들의 집단[4]
- 공유된 아이디어와 자발적인 의지에 의해 함께 결합되고, 학습과정에서 서로에게 영향을 주는 자율적이고, 독립적인 개인들의 집합[5]
- 공동체 구성원들이 자원을 공유하고, 그 자원을 평가하는 공통된 준거를 개발하는 사적 관계들의 네트워크[6]

즉, 학습공동체는 공동체 구성원들간에 학습활동을 필요로 하는 질문(탐색거리)을 공유하고, 그 공유된 질문을 해결하기 위한 학습자원 및 지식을 공유하는 자율적인 상호적 학습활동(mutual learning)이 일어나게 된다. 서로의 학습에 관여하는 상호적인 학습활동을 통하여 학습자 개개인은 자신의 지식과 기술을 향상시켜나가는 것이다.

## 집단학습
집단학습이라는 말은 넓은 의미에서는 개인학습과 대조되는 개념으로 사용되어 집단상태로 행해지는 학습활동을 포함한다.

그러나 좁은 의미에서 말할 때에는 강의형식의 학습활동에서 보는 것과 같은 지식·태도·기능 등의 일방적 전달에 의한 학습활동이 아니라 집단 성원의 자발적 학습의욕을 만족 내지 충족시키기 위한 상호적·전체적인 학습활동을 의미한다.

독서 서클이나 역사연구회와 같은 학습 그룹의 활동이 이에 해당한다.

넓은 의미, 좁은 의미를 불문하고 집단학습에는 개인학습에서 볼 수 없는 장점과 단점이 있다.

장점으로는 첫째, 보다 높은 학습능률을 들 수 있다.

특히 강의형식의 경우에는 전문가가 조직한 학습체계를 시간과 노력의 낭비 없이 흡수하는 것이 가능하다.

둘째로 사회성, 즉 상호협력적 태도나 책임감 같은 것이 자연히 몸에 붙게 된다.

이것은 자발적인 학습집단에서 특히 기대되는 기능이다.

셋째로 집단적 상황에 따르게 마련인 사회적 촉진효과에 의해 학습의욕이 자극·향상되는 예가 많다.

일종의 경쟁의식이나 허영심 또는 사회적 인정을 받으려는 의식이 학습의욕을 자극하는 것이다.

넷째로 실용적인 지식의 경우 그것을 효과적으로 실천하는 기회 또는 편의를 얻기 쉬우며 따라서 몸에 붙은 지식만으로 만들 수 있다.

반면 단점으로는 첫째, 집단 성원의 지능·능력·생활상태 등이 고르지 못할 때는 학습능률이 전반적으로 저하된다.

또 집단의 규모가 크면 클수록 학습효과가 높은 그룹과 낮은 그룹의 양극으로 갈라지는 경향이 눈에 띄게 나타난다.

둘째, 집단적 압력이 작용함으로써 소극적인 성격의 경우 개인적으로 학습할 때보다는 훨씬 더 애매한 지식밖에는 습득할 수 없다.

셋째, 집단에 있어서의 인간관계에의 부적응인 학습의욕 그 자체를 위축시킬 위험성이 있다.

넷째, 자발적 학습집단에 있어서는 왕왕 학습활동의 책임소재가 애매하거나 능력의 개인차 때문에 학습내용의 질적인 저하가 초래되거나 또는 체계적인 지식을 흡수할 수 없는데서 오는 불만 내지는 학습진도가 느린 데서 오는 불만 등이 발생할 수 있다.

이러한 장점을 살리고 단점을 극복하기 위해 집단학습의 여러 가지 이론과 방법이 연구되어 왔다.

그 주요한 것을 몇 가지 열거하면 다음과 같다.

(1) 자유토의

자유로운 형태로 집단성원 전원이 일정한 문제를 토론하는 방법.

이 방법은 집단 성원의 문제해결을 지향하는 적극적 자세를 강화시키고 표현력을 만족시키는 반면, 시간의 낭비와 문제해결 노력의 실패 등의 위험이 따르며 뛰어난 사회(社會)능력이 요구된다.

(2) 패널 디스커션(panel discussion)

직접 토의에 참가하는 소수 멤버와 일반 멤버로 나누어 소수 멤버가 문제점을 명시하면 일반 멤버가 사회자의 지시에 따라 발언하며 토의에 참가한다.

자유토의에 비해 보다 능률적으로 정리된 학습성과를 올릴 수 있다는 이점이 있다.

(3) 버즈(buzz) 학습 또는 필리프스(philips) 6×6

자유토의의 규모를 줄인 학습방법으로 각 개인의 적극적인 사고를 자극하는 것을 목적으로 하여 특정문제에 관해서 자유롭게 발언을 시킨다. 이것이 꿀벌이 윙윙거리는 상태(buzz)와 닮았다 해서 버즈 학습이라고 한다.

필리프스 6×6은 버즈 학습을 조직화한 것으로 6인조가 6분간 토론하는 것을 원칙으로 한다.

물론 여기에서 열거한 것 이외에도 집단학습의 방법에는 여러 가지가 있다.

집단학습의 효과의 극대화를 위해서는 학습의 테마, 능률(量·質·時間), 학습자의 수와 질, 이 모든 것에 적합한 조직과 리더십을 생각하지 않으면 안되니 모든 면에서 장점만을 갖추고 있는 방법이란 있을 수 없다.

## 특징
- 공동 탐색질문, 상호적 학습 (mutual learning)

- 자기주도적 학습을 전제로 한 협력학습

- 개인이 지닌 전문성의 다양성 인정, 이를 학습자원으로 활용 (분산된 전문성)

- 학습활동

- 공동의 탐구질문을 중심으로 연구팀 조직, 연구활동 수행, 대화, 협력학습, 상호적 학습

- 학습요구를 충족시키는 자기주도학습 진행 (학습목표설정, 활동계획수립, 시행, 평가 등)

- 학습내용

- 공동의 탐색질문 관심사와 관련된 교과영역의 핵심원리에 대한 심층적 이해

- 학습자원

- 각기 다른 전문성을 지닌 구성원들, 공동체에 축적된 지식, 외부 전문가, 정보

- 학습자/교사 역할

- 공동체 구성원으로서 역할 (동료 학습, 상호적 학습)

- 촉진자로서 교사

## 유형

### 학교 학습 공동체[8]

#### 정의
학습 공동체에 대해 교육과정평가원의 '좋은 학교'의 특성을 들어 정의하고 있다. 그러나 여기서 지적하는 좋은 학교의 특성은 학습 공동체 학교에서 말하는 '좋은 학교'와는 어느 정도 거리가 있다고 본다.
- '좋은 학교'로서 학습 공동체 학교

- 학교 구성원의 민주적 의사결정을 중시한다.
- 수업 뿐 아니라 수업 외의 다양한 학습활동이나 모둠 활동의 참여를 매우 중요시한다.
- 학습자 개인의 재능과 능력을 파악한 후, 정보를 공유, 협력을 격려하는 시스템을 갖춘다.(개개인의 학생이 모든 면에서 다 재능을 가질 수 없음을 인정한다.)
- 교사들의 자발적인 학습활동을 중요시한다.

- 교육과정평가원이 제시한 좋은 학교의 특성

- 학교의 특성에 맞게 학교 운영 중점이 뚜렷하다.
- 교장의 지도력이 뚜렷하다. 교사들이 지도와 연구에 몰두할 수 있는 여건을 조성하며 행정처리는 교장과 행정실 직원이 거의 전담한다.
- 교육주체간 의사소통이 잘된다.
- 자체적인 교사 연수 프로그램이 있다.
- 교육개선 지침을 학교에 맞게 적용한다.
- 수준별 수업이나 창의성을 신장할 수 있는 다양한 수업 방법, 평가방법을 자체적으로 연구해 실천한다.
- 학부모에게 학교 운영을 공개한다.
- 교사, 학부모, 학생이 함께 교칙을 만든다.

#### 특징
학습 공동체 학교를 다른 학교와 구별하는 특징으로 다음과 같이 정의하고 있다.
- 갈등을 통해 성장하는 학교

- 갈등을 인정하고 해결해나가는 과정 그 자체가 학습하는 과정(Brown 등, 1994)

- 동아리 활동이 활발한 학교
- 다양성과 재능이 공유되는 학교

- 학생들이 자신이 가장 흥미있어 하는 분야에 제한적이나마 전문적 능력을 가지고 다른 학생이나 교사들과 자기의 전문성을 공유

- 학습을 최우선으로 하는 학교

- 학습을 최우선으로 하지 않는 사례

-학생통제에 치중
-학교 행사를 위하여 수업활동이 지연되거나 생략되는 경우
- 교사의 전문성이 보장된 학교
- 공동체 문화가 형성된 학교

#### 구성요소
학습공동체를 구성하는 요소는 크게 기반적 요소와 주체적 요소로 나뉠 수 있다.
- 기반적 요소

- 교육과정
- 교육방법
- 교육평가

- 주체적 요소

- 교장
- 교사
- 학생
- 학부모/지역사회

### 기업 학습 공동체[11]

#### 정의
CoP(Commucity of Practice)로 불리는 용어는 Wenger와 Lave(1991)의 저서 “Situated Learning”에서 처음 사용되었으며, 공통의 관심사를 갖고 있는 사람들이 일 하며 학습해 나가는 과정에서 자생적으로 만들어진 비공식적 소규모 연구 모임이다.

일종의 동호인 모임과 유사한 성격을 띠고 있는 공동체들을 일컫는다.

‘실행(Practice)’이란 개념은 ‘일상생활에서 사람들의 행동•활동들을 짜임새(Structure)있고 의미(Meaning)있게 해주는 역할을 하는 것’으로 정의되며, ‘공동체(Community)’란 ‘공유하고 있는 관행들을 중심으로 함께 어울리는 사람들’을 일컫는다.

보통 지식실행공동체, 학습지식형 지식공동체•실행공동체 또는 지식공동체 등으로 불리고 있다.

그러나 실행보다는 실천이라는 개념이 더 정확한 표현이다.

우리의 삶에 있어서의 행위는 주어진 목표를 향해 전개되는 과정이라기보다는 불확정된 의미를 안은 채 행위 과정의 전개가 결과적으로 목표를 성취해 내는 양상을 취하기 때문이다.

실천이란 일상을 통해 유사하게 반복되지만 항상 동일하지 않고 그 때 그 때 상황에 따라 새로운 의미를 던져주는 바로서의 우리의 행위를 말한다.

예컨대 피아노 연습은 매일 반복적으로 실행되지만 상황에 따라 그 양상과 의미는 다르게 나타날 수 있다.

또한 학습보다는 실천이라는 개념이 더 어울리는 의미로 받아들여야 한다.

학습은 규범적이고 환원론적인 의미를 담고 있는 반면 실천은 탈규범적이며 보다 확장된 의미를 함축하기 때문에,Wenger또한 학습공동체보다는 실천공동체로 개념화하였다.

예컨대 학습은 실천 안에서 그리고 실천의 일환으로서 일어난다.

따라서 실천공동체라는 개념이 더 적확한 표현이다.

#### 목적
조직 구조적 측면에서는 업무프로세스를 혁신하는 것과 제품과 서비스의 품질을 향상시켜 경쟁력을 강화시키는 것이고,조직 문화적 측면에서는 조직원의 역량을 배양하여 고용가능성을 향상시키는 것과 조직에 대한 신뢰와 일체감을 형성하는 것에 있다.

#### 특징
새롭게 구성된 지식공동체는 업무성과 제고와 관련된 학습활동을 위한 소모임인 S-CoP(Strategy CoP), 개인적으로 관심이 있는 업무와 취미 등을 공유하기 위한 소모임인 V-CoP(Voluntary CoP), 그리고 건전한 여가선용을 위한 문화•체육•레저활동을 벌이는 소모임인 H-CoP(Hobby CoP)의 세 가지로 분류되고 있다. S-CoP와 H-CoP는 의도적으로 형성되어 조직차원의 지원을 받아 운영되기도 하지만 V-CoP와 같이 자연발생적으로도 형성되고 있다.

#### 구성요소
- 구성원간의 연계: 구성원들간 신뢰•협조망 구축 및 숨어있는 전문가 발굴
- 개인역량 개발: 경험과 아이디어 공유를 통해 개인적 문제 해결 및 역량 개발
- 조직상호간 연계: 부서기능을 초월한 연계망 구성 및 부서간 역량 통합
- 조직역량 개발: 베스트 프랙티스의 개발•관리를 통해 조직의 총체적 역량 제고

- CoP는 면대면의 오프라인 활동과 정보통신기술의 온라인 활동이 병행적으로 수행된다.

#### 성공요소
- 사람(People): 신뢰•자부심•즐거움을 느끼며 학습할 수 있는 공동체적 조직문화 조성 및 인센티브 마련
- 통신기술(IT): 그룹웨어•인트라넷•데이터베이스•정보검색 시스템 등 지식관리 솔루션 구축
- 프로세스(Process): 사업전략의 명확화, 역량강화에 필요한 지식 리스트 작성, 핵심역량의 집중과 선택, 성공체험 공유 등 실천 프로세스 표준화
- 성과측정(Metrics): 운영성과를 측정하기 위한 캐플란과 노튼의 균형평가표(BSC) 및 스칸디아의 지적자본 네비게이터 평가법 등을 적용
- CoP 활동 프로세스
- 필요성 인식 : CoP가 활성화 될 경우 개인과 조직에 어떠한 효과가 나타나며 어떤 성과를 낼 수 있는지에 대한 인식이 선행돼야 한다.
- 환경조성 : CoP 활동을 적극 권장한다는 경영진의 의지표명과 지원내역 및 활동규범 등을 공표함으로써 CoP가 활성화될 수 있는 여건과 문화를 조성한다.
- 지원 : 유명 전문가 초빙 강연회 개최, 토의나 토론회 개최, 세미나 참석 등을 허용하는 자금•기술•시간•장소 등을 지원하여 주면 더욱 성공적으로 운영이 될 수 있다.
- 보상 : CoP 활동의 성격상 구성원들은 자아실현에 대한 욕구가 강하므로 CoP 활동 결과를 엄정하게 평가하여 비금전적 보상을 실시하고 금전적 보상은 보완적으로 사용하는 것이 바람직하다.

### 온라인 학습 공동체[12]

#### 정의
웹을 매체적 환경으로 구축된 구성주의적 학습환경으로써 가상의 공간에 구성된 학습경험을 공유하는 사람들의 집단.

#### 목적
- 개방적인 학습문화조성
- 구성주의적 학습의 실현
- 개인과 공동체 차원의 지식수준 향상

#### 특성
- 원격적 특성
- 다중상호작용성
- 멀티미디어적 특성
- 동시적/비동시적 상호작용 가능
- 공동체 구성원중 개인이 지닌 전문성 인정, 이를 학습자원으로 활용
- 역동적인 발전적 특성

#### 학습활동
- 상호자율 학습활동 수행
- 자기주도 학습을 전제로 한 협력학습 가능
- 공동체 차원의 공통의 탐구학습 가능

#### 학습내용
- 공동체의 목적에 기인한 학습주제

#### 학습자원
- 공동체내 다른 구성원이 지닌 전문성을 학습자원으로 상호 활용
- 외부전문가의 정보
- 공동체내에서 축적되어 가는 공동체 차원에서의 지식

## 같이 보기
- 실천 공동체
- 학습 조직